# Kırkağaç
Kırkağaç és una vila i districte de la província de Manisa de Turquia. És famosa pel seu meló.